# Magyarország olimpiai bajnokainak listája
Magyarország olimpiai bajnokai azok a sportolók, akik az újkori olimpiai játékokon a magyar csapat tagjaként olimpiai bajnoki címet szereztek.
A máig megrendezett 30 újkori nyári olimpia közül (3 elmaradt a világháborúk miatt) a magyar sportolók 28-on vettek részt. A 24 téli olimpián mindig indult magyar versenyző. Összesen 190 olimpiai aranyérmet szereztek. Ebből 140 aranyérem egyéni, 50 pedig csapatsportágban/versenyszámban elért eredmény. Téli olimpián kettő aranyérmet szerzett Magyarország. Összesen 316 magyar sportoló viseli az olimpiai bajnok címet. Közülük
- 234 egyszeres,
- 52 kétszeres,
- 21 háromszoros (Balczó András, Benedek Tibor, Biros Péter, Berczelly Tibor, Fenyvesi Csaba, Gyarmati Dezső, Hosszú Katinka, Dusev-Janics Natasa, Kabos Endre, Kammerer Zoltán, Kárpáti György, Kásás Tamás, Kiss Gergely, Kovács Katalin, Molnár Tamás, Papp László, Rajcsányi László, Storcz Botond, Szabó Gabriella, Szécsi Zoltán, Szilágyi Áron),
- 3 négyszeres (Darnyi Tamás, Fuchs Jenő, Kulcsár Győző),
- 2 ötszörös (Egerszegi Krisztina, Keleti Ágnes),
- 3 hatszoros (Kárpáti Rudolf, Kovács Pál, Kozák Danuta), valamint
- 1 hétszeres (Gerevich Aladár)

olimpiai bajnok. A legeredményesebb magyar sportoló Gerevich Aladár vívó, hét aranyéremmel (ebből egy egyéni és hat csapatérem). A legtöbb egyéni aranyérmet – ötöt – eddig Egerszegi Krisztina nyerte.
A 316 olimpiai bajnok közül 
- 73 vízilabda (9 aranyérem),
- 61 vívás (39),
- 45 labdarúgás (3),
- 36 kajak-kenu (28),
- 23 úszás (32),
- 19 birkózás (20),
- 13 torna (15),
- 13 öttusa (10),
- 10 atlétika (10),
- 8 ökölvívás (10),
- 6 sportlövészet (7),
- 4 rövidpályás gyorskorcsolya (2),
- 2 súlyemelés (2),
- 1 cselgáncs (1),
- 1 taekwondo (1),
- 1 művészeti versenyek (1)

sportágban lett olimpiai bajnok.
A következő táblázat névsor szerint sorolja fel azokat a magyar sportolókat, akik az olimpiai játékokon bajnoki címet szereztek.
| Ábécé szerinti tartalomjegyzék                                                                           |
| --- |
| A, Á B C Cs D Dz Dzs E, É F G Gy H I, Í J K L Ly M N Ny O, Ó Ö, Ő P Q R S Sz T Ty U, Ú Ü, Ű V W X Y Z Zs |

## A, Á
| Ábrahám Attila | 1967– (58 éves) | 1988, Szöul    | kajak-kenu | kajak négyes 1000 m |
| Ágoston Judit  | 1937–2013       | 1964, Tokió    | vívás      | tőr csapat          |
| Ambrus Miklós  | 1933–2019       | 1964, Tokió    | vízilabda  |                     |
| Andrásfi Tibor | 1999– (25 éves) | 2024, Párizs   | vívás      | párbajtőr csapat    |
| Antal Róbert   | 1921–1995       | 1952, Helsinki | vízilabda  |                     |

## B
| Baczakó Péter   | 1951–2008       | 1980, Moszkva      | súlyemelés                 | félnehézsúly          |
| Balczó András   | 1938– (86 éves) | 1960, Róma         | öttusa                     | csapat                |
| Balczó András   | 1938– (86 éves) | 1968, Mexikóváros  | öttusa                     | csapat                |
| Balczó András   | 1938– (86 éves) | 1972, München      | öttusa                     | egyéni                |
| Bárány Árpád    | 1931– (93 éves) | 1964, Tokió        | vívás                      | párbajtőr csapat      |
| Barta István    | 1895–1948       | 1932, Los Angeles  | vízilabda                  |                       |
| Básti István    | 1944– (80 éves) | 1968, Mexikóváros  | labdarúgás                 |                       |
| Bauer Rudolf    | 1879–1932       | 1900, Párizs       | atlétika                   | diszkoszvetés         |
| Bene Ferenc     | 1944–2006       | 1964, Tokió        | labdarúgás                 |                       |
| Benedek Gábor   | 1927– (98 éves) | 1952, Helsinki     | öttusa                     | csapat                |
| Benedek Tibor   | 1972–2020       | 2000, Sydney       | vízilabda                  | férfi torna           |
| Benedek Tibor   | 1972–2020       | 2004, Athén        | vízilabda                  | férfi torna           |
| Benedek Tibor   | 1972–2020       | 2008, Peking       | vízilabda                  | férfi torna           |
| Berczelly Tibor | 1912–1990       | 1936, Berlin       | vívás                      | kard csapat           |
| Berczelly Tibor | 1912–1990       | 1948, London       | vívás                      | kard csapat           |
| Berczelly Tibor | 1912–1990       | 1952, Helsinki     | vívás                      | kard csapat           |
| Berki Krisztián | 1985– (40 éves) | 2012, London       | torna                      | lólengés              |
| Berty László    | 1875–1952       | 1912, Stockholm    | vívás                      | kard csapat           |
| Biros Péter     | 1976– (49 éves) | 2000, Sydney       | vízilabda                  | férfi torna           |
| Biros Péter     | 1976– (49 éves) | 2004, Athén        | vízilabda                  | férfi torna           |
| Biros Péter     | 1976– (49 éves) | 2008, Peking       | vízilabda                  | férfi torna           |
| B. Nagy Pál     | 1935– (90 éves) | 1968, Mexikóváros  | vívás                      | párbajtőr csapat      |
| Bóbis Gyula     | 1909–1972       | 1948, London       | birkózás                   | szabadfogás nehézsúly |
| Bodnár András   | 1942– (83 éves) | 1964, Tokió        | vízilabda                  |                       |
| Bodó Andrea     | 1934–2022       | 1956, Melbourne    | torna                      | kéziszer csapat       |
| Bodonyi Dóra    | 1993– (31 éves) | 2020, Tokió        | kajak-kenu                 | kajak négyes 500 m    |
| Bolvári Antal   | 1932–2019       | 1952, Helsinki     | vízilabda                  |                       |
| Bolvári Antal   | 1932–2019       | 1956, Melbourne    | vízilabda                  |                       |
| Borkai Zsolt    | 1965– (59 éves) | 1988, Szöul        | torna                      | lólengés              |
| Boros Ottó      | 1929–1988       | 1956, Melbourne    | vízilabda                  |                       |
| Boros Ottó      | 1929–1988       | 1964, Tokió        | vízilabda                  |                       |
| Bozsi Mihály    | 1911–1984       | 1936, Berlin       | vízilabda                  |                       |
| Bozsik József   | 1925–1978       | 1952, Helsinki     | labdarúgás                 |                       |
| Brandi Jenő     | 1913–1980       | 1936, Berlin       | vízilabda                  |                       |
| Bródy György    | 1908–1967       | 1932, Los Angeles  | vízilabda                  |                       |
| Bródy György    | 1908–1967       | 1936, Berlin       | vízilabda                  |                       |
| Budai László    | 1928–1983       | 1952, Helsinki     | labdarúgás                 |                       |
| Bujdosó Imre    | 1959– (66 éves) | 1988, Szöul        | vívás                      | kard csapat           |
| Burján Csaba    | 1994– (30 éves) | 2018, Phjongcshang | rövidpályás gyorskorcsolya | 5000 m váltó          |
| Buzánszky Jenő  | 1925–2015       | 1952, Helsinki     | labdarúgás                 |                       |

## C
| Czene Attila  | 1974– (50 éves) | 1996, Atlanta   | úszás      | 200 m vegyes       |
| Czibor Zoltán | 1929–1997       | 1952, Helsinki  | labdarúgás |                    |
| Czigány Kinga | 1972– (53 éves) | 1992, Barcelona | kajak-kenu | kajak négyes 500 m |

## Cs
| Csák Ibolya          | 1915–2006       | 1936, Berlin         | atlétika   | magasugrás          |
| Csapó Gábor          | 1950–2022       | 1976, Montreal       | vízilabda  |                     |
| Csermák József       | 1932–2001       | 1952, Helsinki       | atlétika   | kalapácsvetés       |
| Csernai Tibor        | 1938–2012       | 1964, Tokió          | labdarúgás |                     |
| Cservenyák Tibor     | 1948– (76 éves) | 1976, Montreal       | vízilabda  |                     |
| Csik Ferenc          | 1913–1945       | 1936, Berlin         | úszás      | 100 m gyors         |
| Csík Tibor           | 1927–1976       | 1948, London         | ökölvívás  | harmatsúly          |
| Csipes Ferenc        | 1965– (60 éves) | 1988, Szöul          | kajak-kenu | kajak négyes 1000 m |
| Csipes Tamara        | 1989– (35 éves) | 2016, Rio de Janeiro | kajak-kenu | kajak négyes 500 m  |
| Csipes Tamara        | 1989– (35 éves) | 2020, Tokió          | kajak-kenu | kajak négyes 500 m  |
| Csollány Szilveszter | 1970–2022       | 2000, Sydney         | torna      | gyűrű               |
| Csongrádi László     | 1959– (65 éves) | 1988, Szöul          | vívás      | kard csapat         |
| Csordás Lajos        | 1932–1968       | 1952, Helsinki       | labdarúgás |                     |

## D
| Dalnoki Jenő   | 1932–2006       | 1952, Helsinki    | labdarúgás |                     |
| Darnyi Tamás   | 1967– (58 éves) | 1988, Szöul       | úszás      | 200 m vegyes        |
| Darnyi Tamás   | 1967– (58 éves) | 1988, Szöul       | úszás      | 400 m vegyes        |
| Darnyi Tamás   | 1967– (58 éves) | 1992, Barcelona   | úszás      | 200 m vegyes        |
| Darnyi Tamás   | 1967– (58 éves) | 1992, Barcelona   | úszás      | 400 m vegyes        |
| Delneky Gábor  | 1932–2008       | 1960, Róma        | vívás      | kard csapat         |
| Dombi Rudolf   | 1986– (38 éves) | 2012, London      | kajak-kenu | kajak kettes 1000 m |
| Dónusz Éva     | 1967– (57 éves) | 1992, Barcelona   | kajak-kenu | kajak négyes 500 m  |
| Dömölky Lídia  | 1936– (89 éves) | 1964, Tokió       | vívás      | tőr csapat          |
| Dömötör Zoltán | 1935–2019       | 1964, Tokió       | vízilabda  |                     |
| Dunai Antal    | 1943– (82 éves) | 1968, Mexikóváros | labdarúgás |                     |
| Dunai Lajos    | 1942–2000       | 1968, Mexikóváros | labdarúgás |                     |

## E, É
| Egerszegi Krisztina | 1974– (50 éves) | 1988, Szöul       | úszás     | 200 m hát        |
| Egerszegi Krisztina | 1974– (50 éves) | 1992, Barcelona   | úszás     | 100 m hát        |
| Egerszegi Krisztina | 1974– (50 éves) | 1992, Barcelona   | úszás     | 200 m hát        |
| Egerszegi Krisztina | 1974– (50 éves) | 1992, Barcelona   | úszás     | 400 m vegyes     |
| Egerszegi Krisztina | 1974– (50 éves) | 1996, Atlanta     | úszás     | 200 m hát        |
| Elek Ilona          | 1907–1988       | 1936, Berlin      | vívás     | tőr egyéni       |
| Elek Ilona          | 1907–1988       | 1948, London      | vívás     | tőr egyéni       |
| Énekes István       | 1911–1940       | 1932, Los Angeles | ökölvívás | légsúly          |
| Erdős Sándor        | 1947– (77 éves) | 1972, München     | vívás     | párbajtőr csapat |

## F
| Fábián Dezső          | 1918–1973       | 1952, Helsinki       | vízilabda  |                       |
| Fábián László         | 1936–2018       | 1956, Melbourne      | kajak-kenu | kajak kettes 10 000 m |
| Fábián László         | 1963– (62 éves) | 1988, Szöul          | öttusa     | csapat                |
| Faragó Tamás          | 1952– (72 éves) | 1976, Montreal       | vízilabda  |                       |
| Farkas János          | 1942–1989       | 1964, Tokió          | labdarúgás |                       |
| Farkas Péter          | 1968– (56 éves) | 1992, Barcelona      | birkózás   | kötöttfogás 82 kg     |
| Fatér Károly          | 1940–2020       | 1968, Mexikóváros    | labdarúgás |                       |
| Fazekas-Zur Krisztina | 1980– (44 éves) | 2012, London         | kajak-kenu | kajak négyes 500 m    |
| Fazekas-Zur Krisztina | 1980– (44 éves) | 2016, Rio de Janeiro | kajak-kenu | kajak négyes 500 m    |
| Fazekas László        | 1947– (77 éves) | 1968, Mexikóváros    | labdarúgás |                       |
| Felkai László         | 1941–2014       | 1964, Tokió          | vízilabda  |                       |
| Fenyvesi Csaba        | 1943–2015       | 1968, Mexikóváros    | vívás      | párbajtőr csapat      |
| Fenyvesi Csaba        | 1943–2015       | 1972, München        | vívás      | párbajtőr egyéni      |
| Fenyvesi Csaba        | 1943–2015       | 1972, München        | vívás      | párbajtőr csapat      |
| Fodor Rajmund         | 1976– (49 éves) | 2000, Sydney         | vízilabda  | férfi torna           |
| Fodor Rajmund         | 1976– (49 éves) | 2004, Athén          | vízilabda  | férfi torna           |
| Foltán László         | 1953– (72 éves) | 1980, Moszkva        | kajak-kenu | kenu kettes 500 m     |
| Földes Dezső          | 1880–1950       | 1908, London         | vívás      | kard csapat           |
| Földes Dezső          | 1880–1950       | 1912, Stockholm      | vívás      | kard csapat           |
| Földi Imre            | 1938–2017       | 1972, München        | súlyemelés | légsúly               |
| Fuchs Jenő            | 1882–1955       | 1908, London         | vívás      | kard egyéni           |
| Fuchs Jenő            | 1882–1955       | 1908, London         | vívás      | kard csapat           |
| Fuchs Jenő            | 1882–1955       | 1912, Stockholm      | vívás      | kard egyéni           |
| Fuchs Jenő            | 1882–1955       | 1912, Stockholm      | vívás      | kard csapat           |

## G
| Gábor Tamás     | 1932–2007       | 1964, Tokió       | vívás      | párbajtőr csapat |
| Garay János     | 1889–1945       | 1928, Amszterdam  | vívás      | kard csapat      |
| Gedó György     | 1949– (76 éves) | 1972, München     | ökölvívás  | papírsúly        |
| Gedővári Imre   | 1951–2014       | 1988, Szöul       | vívás      | kard csapat      |
| Gelei József    | 1938– (86 éves) | 1964, Tokió       | labdarúgás |                  |
| Gerde Oszkár    | 1883–1944       | 1908, London      | vívás      | kard csapat      |
| Gerde Oszkár    | 1883–1944       | 1912, Stockholm   | vívás      | kard csapat      |
| Gerendás György | 1954– (71 éves) | 1976, Montreal    | vízilabda  |                  |
| Gerevich Aladár | 1910–1991       | 1932, Los Angeles | vívás      | kard csapat      |
| Gerevich Aladár | 1910–1991       | 1936, Berlin      | vívás      | kard csapat      |
| Gerevich Aladár | 1910–1991       | 1948, London      | vívás      | kard egyéni      |
| Gerevich Aladár | 1910–1991       | 1948, London      | vívás      | kard csapat      |
| Gerevich Aladár | 1910–1991       | 1952, Helsinki    | vívás      | kard csapat      |
| Gerevich Aladár | 1910–1991       | 1956, Melbourne   | vívás      | kard csapat      |
| Gerevich Aladár | 1910–1991       | 1960, Róma        | vívás      | kard csapat      |
| Gergely István  | 1976– (48 éves) | 2004, Athén       | vízilabda  | férfi torna      |
| Gergely István  | 1976– (48 éves) | 2008, Peking      | vízilabda  | férfi torna      |
| Glykais Gyula   | 1893–1948       | 1928, Amszterdam  | vívás      | kard csapat      |
| Glykais Gyula   | 1893–1948       | 1932, Los Angeles | vívás      | kard csapat      |
| Gombos Sándor   | 1895–1968       | 1928, Amszterdam  | vívás      | kard csapat      |
| Grosics Gyula   | 1926–2014       | 1952, Helsinki    | labdarúgás |                  |
| Gulyás Michelle | 2000– (24 éves) | 2024, Párizs      | öttusa     | egyéni           |

## Gy
| Gyarmati Dezső | 1927–2013       | 1952, Helsinki  | vízilabda  |                     |
| Gyarmati Dezső | 1927–2013       | 1956, Melbourne | vízilabda  |                     |
| Gyarmati Dezső | 1927–2013       | 1964, Tokió     | vízilabda  |                     |
| Gyarmati Olga  | 1924–2013       | 1948, London    | atlétika   | távolugrás          |
| Gyenge Valéria | 1933– (92 éves) | 1952, Helsinki  | úszás      | 400 m gyors         |
| Gyulay Zsolt   | 1964– (60 éves) | 1988, Szöul     | kajak-kenu | kajak egyes 500 m   |
| Gyulay Zsolt   | 1964– (60 éves) | 1988, Szöul     | kajak-kenu | kajak négyes 1000 m |
| Gyurta Dániel  | 1989– (36 éves) | 2012, London    | úszás      | 200 m mell          |

## H
| Hajós Alfréd        | 1878–1955       | 1896, Athén          | úszás         | 100 m gyors             |
| Hajós Alfréd        | 1878–1955       | 1896, Athén          | úszás         | 1200 m gyors            |
| Halassy Olivér      | 1909–1946       | 1932, Los Angeles    | vízilabda     |                         |
| Halassy Olivér      | 1909–1946       | 1936, Berlin         | vízilabda     |                         |
| Halasy Gyula        | 1891–1970       | 1924, Párizs         | sportlövészet | Trap egyéni             |
| Halmay Zoltán       | 1881–1956       | 1904, St. Louis      | úszás         | 50 yard gyors           |
| Halmay Zoltán       | 1881–1956       | 1904, St. Louis      | úszás         | 100 yard gyors          |
| Hammerl László      | 1942–2024       | 1964, Tokió          | sportlövészet | kisöbű puska fekvő      |
| Hámori Jenő         | 1933– (91 éves) | 1956, Melbourne      | vívás         | kard csapat             |
| Harangi Imre        | 1913–1979       | 1936, Berlin         | ökölvívás     | könnyűsúly              |
| Hasznos István      | 1924–1998       | 1952, Helsinki       | vízilabda     |                         |
| Hazai Kálmán        | 1913–1996       | 1936, Berlin         | vízilabda     |                         |
| Hegedűs Csaba       | 1948– (76 éves) | 1972, München        | birkózás      | kötöttfogás 82 kg       |
| Hesz Mihály         | 1943– (81 éves) | 1968, Mexikóváros    | kajak-kenu    | kajak egyes 1000 m      |
| Hevesi István       | 1931–2018       | 1956, Melbourne      | vízilabda     |                         |
| Hidegkuti Nándor    | 1922–2002       | 1952, Helsinki       | labdarúgás    |                         |
| Hódos Imre          | 1928–1989       | 1952, Helsinki       | birkózás      | kötöttfogás légsúly     |
| Hódosi Sándor       | 1966– (59 éves) | 1988, Szöul          | kajak-kenu    | kajak négyes 1000 méter |
| Homonnai Márton     | 1906–1969       | 1932, Los Angeles    | vízilabda     |                         |
| Homonnai Márton     | 1906–1969       | 1936, Berlin         | vízilabda     |                         |
| Horkai György       | 1954– (70 éves) | 1976, Montreal       | vízilabda     |                         |
| Horváth Csaba       | 1971– (53 éves) | 1996, Atlanta        | kajak-kenu    | kenu kettes 500 m       |
| Horváth Gábor       | 1971– (53 éves) | 2000, Sydney         | kajak-kenu    | kajak négyes 1000 m     |
| Horváth Gábor       | 1971– (53 éves) | 2004, Athén          | kajak-kenu    | kajak négyes 1000 m     |
| Horváth Zoltán      | 1937–2025       | 1960, Róma           | vívás         | kard csapat             |
| Hosnyánszky Norbert | 1984– (41 éves) | 2008, Peking         | vízilabda     | férfi torna             |
| Hosszú Katinka      | 1989– (36 éves) | 2016, Rio de Janeiro | úszás         | 100 m hát               |
| Hosszú Katinka      | 1989– (36 éves) | 2016, Rio de Janeiro | úszás         | 200 m vegyes            |
| Hosszú Katinka      | 1989– (36 éves) | 2016, Rio de Janeiro | úszás         | 400 m vegyes            |

## I, Í
| Igaly Diána  | 1965–2021 | 2004, Athén       | sportlövészet | skeet |
| Ihász Kálmán | 1941–2019 | 1964, Tokió       | labdarúgás    |       |
| Ivády Sándor | 1903–1998 | 1932, Los Angeles | vízilabda     |       |

## J
| Janics Natasa  | 1982– (42 éves) | 2004, Athén       | kajak-kenu | kajak egyes 500 m  |
| Janics Natasa  | 1982– (42 éves) | 2004, Athén       | kajak-kenu | kajak kettes 500 m |
| Janics Natasa  | 1982– (42 éves) | 2008, Peking      | kajak-kenu | kajak kettes 500 m |
| Jeney László   | 1923–2006       | 1952, Helsinki    | vízilabda  |                    |
| Jeney László   | 1923–2006       | 1956, Melbourne   | vízilabda  |                    |
| Juhász István  | 1945–2024       | 1968, Mexikóváros | labdarúgás |                    |
| Juhász Katalin | 1932– (92 éves) | 1964, Tokió       | vívás      | tőr csapat         |

## K
| Kabos Endre      | 1906–1944       | 1932, Los Angeles    | vívás                      | kard csapat              |
| Kabos Endre      | 1906–1944       | 1936, Berlin         | vívás                      | kard egyéni              |
| Kabos Endre      | 1906–1944       | 1936, Berlin         | vívás                      | kard csapat              |
| Kammerer Zoltán  | 1978– (47 éves) | 2000, Sydney         | kajak-kenu                 | kajak kettes 500 m       |
| Kammerer Zoltán  | 1978– (47 éves) | 2000, Sydney         | kajak-kenu                 | kajak négyes 1000 m      |
| Kammerer Zoltán  | 1978– (47 éves) | 2004, Athén          | kajak-kenu                 | kajak négyes 1000 m      |
| Kanizsa Tivadar  | 1933–1975       | 1956, Melbourne      | vízilabda                  |                          |
| Kanizsa Tivadar  | 1933–1975       | 1964, Tokió          | vízilabda                  |                          |
| Kárász Anna      | 1991– (33 éves) | 2020, Tokió          | kajak-kenu                 | kajak négyes 500 m       |
| Kárpáti György   | 1935–2020       | 1952, Helsinki       | vízilabda                  |                          |
| Kárpáti György   | 1935–2020       | 1956, Melbourne      | vízilabda                  |                          |
| Kárpáti György   | 1935–2020       | 1964, Tokió          | vízilabda                  |                          |
| Kárpáti Károly   | 1906–1996       | 1936, Berlin         | birkózás                   | szabadfogás 66 kg        |
| Kárpáti Rudolf   | 1920–1999       | 1948, London         | vívás                      | kard csapat              |
| Kárpáti Rudolf   | 1920–1999       | 1952, Helsinki       | vívás                      | kard csapat              |
| Kárpáti Rudolf   | 1920–1999       | 1956, Melbourne      | vívás                      | kard egyéni              |
| Kárpáti Rudolf   | 1920–1999       | 1956, Melbourne      | vívás                      | kard csapat              |
| Kárpáti Rudolf   | 1920–1999       | 1960, Róma           | vívás                      | kard egyéni              |
| Kárpáti Rudolf   | 1920–1999       | 1960, Róma           | vívás                      | kard csapat              |
| Kásás Tamás      | 1976– (48 éves) | 2000, Sydney         | vízilabda                  | férfi torna              |
| Kásás Tamás      | 1976– (48 éves) | 2004, Athén          | vízilabda                  | férfi torna              |
| Kásás Tamás      | 1976– (48 éves) | 2008, Peking         | vízilabda                  | férfi torna              |
| Katona Sándor    | 1943–2009       | 1964, Tokió          | labdarúgás                 |                          |
| Kausz István     | 1932–2020       | 1964, Tokió          | vívás                      | párbajtőr csapat         |
| Keglovich László | 1940– (85 éves) | 1968, Mexikóváros    | labdarúgás                 |                          |
| Keleti Ágnes     | 1921–2025       | 1952, Helsinki       | torna                      | műszabadgyakorlat        |
| Keleti Ágnes     | 1921–2025       | 1956, Melbourne      | torna                      | felemás korlát           |
| Keleti Ágnes     | 1921–2025       | 1956, Melbourne      | torna                      | gerenda                  |
| Keleti Ágnes     | 1921–2025       | 1956, Melbourne      | torna                      | műszabadgyakorlat        |
| Keleti Ágnes     | 1921–2025       | 1956, Melbourne      | torna                      | kéziszer csapat          |
| Kenéz György     | 1956– (68 éves) | 1976, Montreal       | vízilabda                  |                          |
| Keresztes Attila | 1928–2002       | 1956, Melbourne      | vívás                      | kard csapat              |
| Keresztes Lajos  | 1900–1978       | 1928, Amszterdam     | birkózás                   | kötöttfogás könnyűsúly   |
| Kertész Alíz     | 1935– (89 éves) | 1956, Melbourne      | torna                      | kéziszer csapat          |
| Keserű Alajos    | 1905–1965       | 1932, Los Angeles    | vízilabda                  |                          |
| Keserű Ferenc    | 1903–1968       | 1932, Los Angeles    | vízilabda                  |                          |
| Kis Gábor        | 1982– (42 éves) | 2008, Peking         | vízilabda                  | férfi torna              |
| Kiss Balázs      | 1972– (53 éves) | 1996, Atlanta        | atlétika                   | kalapácsvetés            |
| Kiss Gergely     | 1977– (47 éves) | 2000, Sydney         | vízilabda                  | férfi torna              |
| Kiss Gergely     | 1977– (47 éves) | 2004, Athén          | vízilabda                  | férfi torna              |
| Kiss Gergely     | 1977– (47 éves) | 2008, Peking         | vízilabda                  | férfi torna              |
| Knoch Viktor     | 1989– (35 éves) | 2018, Phjongcshang   | rövidpályás gyorskorcsolya | 5000 m váltó             |
| Koch Máté        | 1999– (25 éves) | 2024, Párizs         | vívás                      | párbajtőr csapat         |
| Kocsis Antal     | 1905–1994       | 1928, Amszterdam     | ökölvívás                  | légsúly                  |
| Kocsis Ferenc    | 1953– (71 éves) | 1980, Moszkva        | birkózás                   | kötöttfogás 74 kg        |
| Kocsis Lajos     | 1947–2000       | 1968, Mexikóváros    | labdarúgás                 |                          |
| Kocsis Sándor    | 1929–1979       | 1952, Helsinki       | labdarúgás                 |                          |
| Kolonics György  | 1972–2008       | 1996, Atlanta        | kajak-kenu                 | kenu kettes 500 m        |
| Kolonics György  | 1972–2008       | 2000, Sydney         | kajak-kenu                 | kenu egyes 500 m         |
| Komora Imre      | 1940–2024       | 1964, Tokió          | labdarúgás                 |                          |
| Konrád Ferenc    | 1945–2015       | 1976, Montreal       | vízilabda                  |                          |
| Konrád János     | 1941–2014       | 1964, Tokió          | vízilabda                  |                          |
| Kopasz Bálint    | 1997– (27 éves) | 2020, Tokió          | kajak-kenu                 | Férfi kajak egyes 1000 m |
| Korondi Margit   | 1932–2022       | 1952, Helsinki       | torna                      | felemás korlát           |
| Korondi Margit   | 1932–2022       | 1956, Melbourne      | torna                      | kéziszer csapat          |
| Kós Hubert       | 2003– (22 éves) | 2024, Párizs         | úszás                      | 200 m hát                |
| Kósz Zoltán      | 1967– (57 éves) | 2000, Sydney         | vízilabda                  |                          |
| Kovács Ágnes     | 1981– (43 éves) | 2000, Sydney         | úszás                      | 200 m mell               |
| Kovács Antal     | 1972– (53 éves) | 1992, Barcelona      | cselgáncs                  | 95 kg                    |
| Kovács Imre      | 1921–1996       | 1952, Helsinki       | labdarúgás                 |                          |
| Kovács István    | 1970– (54 éves) | 1996, Atlanta        | ökölvívás                  | 54 kg                    |
| Kovács Katalin   | 1976– (49 éves) | 2004, Athén          | kajak-kenu                 | kajak kettes 500 m       |
| Kovács Katalin   | 1976– (49 éves) | 2008, Peking         | kajak-kenu                 | kajak kettes 500 m       |
| Kovács Katalin   | 1976– (49 éves) | 2012, London         | kajak-kenu                 | kajak négyes 500 m       |
| Kovács Pál       | 1912–1995       | 1936, Berlin         | vívás                      | kard csapat              |
| Kovács Pál       | 1912–1995       | 1948, London         | vívás                      | kard csapat              |
| Kovács Pál       | 1912–1995       | 1952, Helsinki       | vívás                      | kard egyéni              |
| Kovács Pál       | 1912–1995       | 1952, Helsinki       | vívás                      | kard csapat              |
| Kovács Pál       | 1912–1995       | 1956, Melbourne      | vívás                      | kard csapat              |
| Kovács Pál       | 1912–1995       | 1960, Róma           | vívás                      | kard csapat              |
| Kovácsi Aladár   | 1932–2010       | 1952, Helsinki       | öttusa                     | csapat                   |
| Kozák Danuta     | 1987– (38 éves) | 2012, London         | kajak-kenu                 | kajak egyes 500 m        |
| Kozák Danuta     | 1987– (38 éves) | 2012, London         | kajak-kenu                 | kajak négyes 500 m       |
| Kozák Danuta     | 1987– (38 éves) | 2016, Rio de Janeiro | kajak-kenu                 | kajak egyes 500 m        |
| Kozák Danuta     | 1987– (38 éves) | 2016, Rio de Janeiro | kajak-kenu                 | kajak kettes 500 m       |
| Kozák Danuta     | 1987– (38 éves) | 2016, Rio de Janeiro | kajak-kenu                 | kajak négyes 500 m       |
| Kozák Danuta     | 1987– (38 éves) | 2020, Tokió          | kajak-kenu                 | kajak négyes 500 m       |
| Kozma István     | 1939–1970       | 1964, Tokió          | birkózás                   | kötöttfogás nehézsúly    |
| Kozma István     | 1939–1970       | 1968, Mexikóváros    | birkózás                   | kötöttfogás nehézsúly    |
| Kőbán Rita       | 1965– (60 éves) | 1992, Barcelona      | kajak-kenu                 | kajak négyes 500 m       |
| Kőbán Rita       | 1965– (60 éves) | 1996, Atlanta        | kajak-kenu                 | kajak egyes 500 méter    |
| Kökény Roland    | 1975– (49 éves) | 2012, London         | kajak-kenu                 | kajak kettes 1000 m      |
| Köteles Erzsébet | 1924–2019       | 1956, Melbourne      | torna                      | kéziszer csapat          |
| Kulcsár Győző    | 1940–2018       | 1964, Tokió          | vívás                      | párbajtőr csapat         |
| Kulcsár Győző    | 1940–2018       | 1968, Mexikóváros    | vívás                      | párbajtőr egyéni         |
| Kulcsár Győző    | 1940–2018       | 1968, Mexikóváros    | vívás                      | párbajtőr csapat         |
| Kulcsár Győző    | 1940–2018       | 1972, München        | vívás                      | párbajtőr csapat         |
| Kutasi György    | 1910–1977       | 1936, Berlin         | vízilabda                  |                          |

## L
| Lantos Mihály       | 1928–1989       | 1952, Helsinki     | labdarúgás                 |                      |
| Lemhényi Dezső      | 1917–2003       | 1952, Helsinki     | vízilabda                  |                      |
| Littomeritzky Mária | 1927–2017       | 1952, Helsinki     | úszás                      | 4 × 100 m gyors      |
| Liu Shaoang         | 1998– (27 éves) | 2018, Phjongcshang | rövidpályás gyorskorcsolya | 5000 m váltó         |
| Liu Shaoang         | 1998– (27 éves) | 2022, Peking       | rövidpályás gyorskorcsolya | 500 m                |
| Liu Shaolin Sándor  | 1995– (29 éves) | 2018, Phjongcshang | rövidpályás gyorskorcsolya | 5000 m váltó         |
| Lóránt Gyula        | 1923–1981       | 1952, Helsinki     | labdarúgás                 |                      |
| Lőrincz Márton      | 1911–1969       | 1936, Berlin       | birkózás                   | kötöttfogás, légsúly |
| Lőrincz Tamás       | 1986– (38 éves) | 2020, Tokió        | birkózás                   | kötöttfogás, 77 kg   |

## M
| Madaras Norbert  | 1979– (45 éves) | 2004, Athén       | vízilabda           | férfi torna        |
| Madaras Norbert  | 1979– (45 éves) | 2008, Peking      | vízilabda           | férfi torna        |
| Magay Dániel     | 1932– (93 éves) | 1956, Melbourne   | vívás               | kard csapat        |
| Magyar Zoltán    | 1953– (71 éves) | 1976, Montreal    | torna               | lólengés           |
| Magyar Zoltán    | 1953– (71 éves) | 1980, Moszkva     | torna               | lólengés           |
| Majoros István   | 1974– (50 éves) | 2004, Athén       | birkózás            | kötöttfogás 55 kg  |
| Märcz Tamás      | 1974– (50 éves) | 2000, Sydney      | vízilabda           | férfi torna        |
| Markovits Kálmán | 1931–2009       | 1952, Helsinki    | vízilabda           |                    |
| Markovits Kálmán | 1931–2009       | 1956, Melbourne   | vízilabda           |                    |
| Marosi Paula     | 1936–2022       | 1964, Tokió       | vívás               | tőr csapat         |
| Martin Miklós    | 1931–2019       | 1952, Helsinki    | vízilabda           |                    |
| Martinek János   | 1965– (60 éves) | 1988, Szöul       | öttusa              | egyéni             |
| Martinek János   | 1965– (60 éves) | 1988, Szöul       | öttusa              | csapat             |
| Márton Viviana   | 2006– (19 éves) | 2024, Párizs      | taekwondo           | női váltósúly      |
| Mayer Mihály     | 1933–2000       | 1956, Melbourne   | vízilabda           |                    |
| Mayer Mihály     | 1933–2000       | 1964, Tokió       | vízilabda           |                    |
| Menczel Iván     | 1941–2011       | 1968, Mexikóváros | labdarúgás          |                    |
| Mendelényi Tamás | 1936–1999       | 1960, Róma        | vívás               | kard csapat        |
| Mészáros Erika   | 1966– (58 éves) | 1992, Barcelona   | kajak-kenu          | kajak négyes 500 m |
| Mészáros Ervin   | 1877–1940       | 1912, Stockholm   | vívás               | kard csapat        |
| Mező Ferenc      | 1885–1961       | 1928, Amszterdam  | művészeti versenyek | irodalom, epika    |
| Milák Kristóf    | 2000– (25 éves) | 2020, Tokió       | úszás               | 200 m pillangó     |
| Milák Kristóf    | 2000– (25 éves) | 2024, Párizs      | úszás               | 100 m pillangó     |
| Mizsér Attila    | 1961– (64 éves) | 1988, Szöul       | öttusa              | csapat             |
| Molnár Endre     | 1945– (79 éves) | 1976, Montreal    | vízilabda           |                    |
| Molnár István    | 1913–1983       | 1936, Berlin      | vízilabda           |                    |
| Molnár Tamás     | 1975– (49 éves) | 2000, Sydney      | vízilabda           | férfi torna        |
| Molnár Tamás     | 1975– (49 éves) | 2004, Athén       | vízilabda           | férfi torna        |
| Molnár Tamás     | 1975– (49 éves) | 2008, Peking      | vízilabda           | férfi torna        |
| Móna István      | 1940–2010       | 1968, Mexikóváros | öttusa              | csapat             |

## N
| Nagy Dávid      | 1999– (25 éves) | 2024, Párizs      | vívás      | párbajtőr csapat  |
| Nagy Ernő       | 1898–1977       | 1932, Los Angeles | vívás      | kard csapat       |
| Nagy Imre       | 1933–2013       | 1960, Róma        | öttusa     | csapat            |
| Nagy László     | 1949– (75 éves) | 1968, Mexikóváros | labdarúgás |                   |
| Nagy Tímea      | 1970– (54 éves) | 2000, Sydney      | vívás      | párbajtőr egyéni  |
| Nagy Tímea      | 1970– (54 éves) | 2004, Athén       | vívás      | párbajtőr egyéni  |
| Nébald György   | 1956– (69 éves) | 1988, Szöul       | vívás      | kard csapat       |
| Nemere Zoltán   | 1942–2001       | 1964, Tokió       | vívás      | párbajtőr csapat  |
| Nemere Zoltán   | 1942–2001       | 1968, Mexikóváros | vívás      | párbajtőr csapat  |
| Németh Angéla   | 1946–2014       | 1968, Mexikóváros | atlétika   | gerelyhajítás     |
| Németh Ferenc   | 1936– (89 éves) | 1960, Róma        | öttusa     | egyéni            |
| Németh Ferenc   | 1936– (89 éves) | 1960, Róma        | öttusa     | csapat            |
| Németh Imre     | 1917–1989       | 1948, London      | atlétika   | kalapácsvetés     |
| Németh János    | 1906–1988       | 1932, Los Angeles | vízilabda  |                   |
| Németh János    | 1906–1988       | 1936, Berlin      | vízilabda  |                   |
| Németh Miklós   | 1946– (78 éves) | 1976, Montreal    | atlétika   | gerelyhajítás     |
| Nógrádi Ferenc  | 1940–2009       | 1964, Tokió       | labdarúgás |                   |
| Noskó Ernő      | 1945– (80 éves) | 1968, Mexikóváros | labdarúgás |                   |
| Novák Dezső     | 1939–2014       | 1964, Tokió       | labdarúgás |                   |
| Novák Dezső     | 1939–2014       | 1968, Mexikóváros | labdarúgás |                   |
| Novák Éva       | 1930–2005       | 1952, Helsinki    | úszás      | 4 × 100 m gyors   |
| Novák Ferenc    | 1969– (55 éves) | 2000, Sydney      | kajak-kenu | kenu kettes 500 m |
| Novák Ilona     | 1925–2019       | 1952, Helsinki    | úszás      | 4 × 100 m gyors   |
| Növényi Norbert | 1957– (68 éves) | 1980, Moszkva     | birkózás   | kötöttfogás 90 kg |

## O, Ó
| Ónodi Henrietta | 1974– (51 éves) | 1992, Barcelona | torna      | ugrás            |
| Orbán Árpád     | 1938–2008       | 1964, Tokió     | labdarúgás |                  |
| Osztrics István | 1949– (75 éves) | 1972, München   | vívás      | párbajtőr csapat |

## P
| Palotai Károly    | 1935–2018       | 1964, Tokió       | labdarúgás    |                        |
| Palotás Péter     | 1929–1967       | 1952, Helsinki    | labdarúgás    |                        |
| Páncsics Miklós   | 1944–2007       | 1968, Mexikóváros | labdarúgás    |                        |
| Papp Bertalan     | 1913–1992       | 1948, London      | vívás         | kard csapat            |
| Papp Bertalan     | 1913–1992       | 1952, Helsinki    | vívás         | kard csapat            |
| Papp László       | 1926–2003       | 1948, London      | ökölvívás     | középsúly              |
| Papp László       | 1926–2003       | 1952, Helsinki    | ökölvívás     | nagyváltósúly          |
| Papp László       | 1926–2003       | 1956, Melbourne   | ökölvívás     | nagyváltósúly          |
| Pars Krisztián    | 1982– (43 éves) | 2012, London      | atlétika      | kalapácsvetés          |
| Parti János       | 1932–1999       | 1960, Róma        | kajak-kenu    | kenu egyes 1000 m      |
| Pataki Ferenc     | 1917–1988       | 1948, London      | torna         | műszabadgyakorlat      |
| Pelle István      | 1907–1986       | 1932, Los Angeles | torna         | lólengés               |
| Pelle István      | 1907–1986       | 1932, Los Angeles | torna         | műszabadgyakorlat      |
| Petschauer Attila | 1904–1943       | 1928, Amszterdam  | vívás         | kard csapat            |
| Petschauer Attila | 1904–1943       | 1932, Los Angeles | vívás         | kard csapat            |
| Pézsa Tibor       | 1935– (89 éves) | 1964, Tokió       | vívás         | kard egyéni            |
| Piller György     | 1899–1960       | 1932, Los Angeles | vívás         | kard egyéni            |
| Piller György     | 1899–1960       | 1932, Los Angeles | vívás         | kard csapat            |
| Pócsik Dénes      | 1940–2004       | 1964, Tokió       | vízilabda     |                        |
| Polyák Imre       | 1932–2010       | 1964, Tokió       | birkózás      | kötöttfogás pehelysúly |
| Pósta Sándor      | 1888–1952       | 1924, Párizs      | vívás         | kard egyéni            |
| Prokopp Sándor    | 1887–1964       | 1912, Stockholm   | sportlövészet | hadipuska összetett    |
| Pulai Imre        | 1967– (57 éves) | 2000, Sydney      | kajak-kenu    | kenu kettes 500 m      |
| Puskás Ferenc     | 1927–2006       | 1952, Helsinki    | labdarúgás    |                        |

## R
| Rády József       | 1884–1957       | 1928, Amszterdam | vívás     | kard csapat       |
| Rajcsányi László  | 1907–1992       | 1936, Berlin     | vívás     | kard csapat       |
| Rajcsányi László  | 1907–1992       | 1948, London     | vívás     | kard csapat       |
| Rajcsányi László  | 1907–1992       | 1952, Helsinki   | vívás     | kard csapat       |
| Rajczy Imre       | 1911–1978       | 1936, Berlin     | vívás     | kard csapat       |
| Rasovszky Kristóf | 1997– (28 éves) | 2024, Párizs     | úszás     | 10 km             |
| Rejtő Ildikó      | 1937– (88 éves) | 1964, Tokió      | vívás     | tőr egyéni        |
| Rejtő Ildikó      | 1937– (88 éves) | 1964, Tokió      | vívás     | tőr csapat        |
| Repka Attila      | 1968– (57 éves) | 1992, Barcelona  | birkózás  | kötöttfogás 68 kg |
| Risztov Éva       | 1985– (39 éves) | 2012, London     | úszás     | 10 km             |
| Rózsa Norbert     | 1972– (53 éves) | 1996, Atlanta    | úszás     | 200 m mell        |
| Rusorán Péter     | 1940–2012       | 1964, Tokió      | vízilabda |                   |

## S
| Sárkány Miklós     | 1908–1998       | 1932, Los Angeles | vízilabda  |                     |
| Sárkány Miklós     | 1908–1998       | 1936, Berlin      | vízilabda  |                     |
| Sárközi István     | 1947–1992       | 1968, Mexikóváros | labdarúgás |                     |
| Sárosi László      | 1946– (78 éves) | 1976, Montreal    | vízilabda  |                     |
| Schenker Zoltán    | 1880–1966       | 1912, Stockholm   | vívás      | kard csapat         |
| Schmitt Pál        | 1942– (83 éves) | 1968, Mexikóváros | vívás      | párbajtőr csapat    |
| Schmitt Pál        | 1942– (83 éves) | 1972, München     | vívás      | párbajtőr csapat    |
| Sike András        | 1965– (59 éves) | 1988, Szöul       | birkózás   | kötöttfogás 57 kg   |
| Siklósi Gergely    | 1997– (27 éves) | 2024, Párizs      | vívás      | párbajtőr csapat    |
| Steinmetz Ádám     | 1980– (44 éves) | 2004, Athén       | vízilabda  | férfi torna         |
| Steinmetz Barnabás | 1975– (49 éves) | 2000, Sydney      | vízilabda  | férfi torna         |
| Steinmetz Barnabás | 1975– (49 éves) | 2004, Athén       | vízilabda  | férfi torna         |
| Storcz Botond      | 1975– (50 éves) | 2000, Sydney      | kajak-kenu | kajak kettes 500 m  |
| Storcz Botond      | 1975– (50 éves) | 2000, Sydney      | kajak-kenu | kajak négyes 1000 m |
| Storcz Botond      | 1975– (50 éves) | 2004, Athén       | kajak-kenu | kajak négyes 1000 m |
| Sudár Attila       | 1954– (71 éves) | 1976, Montreal    | vízilabda  |                     |

## Sz
| Szabó Bence        | 1962– (63 éves) | 1988, Szöul          | vívás      | kard csapat           |
| Szabó Bence        | 1962– (63 éves) | 1992, Barcelona      | vívás      | kard egyéni           |
| Szabó Gabriella    | 1986– (38 éves) | 2012, London         | kajak-kenu | kajak négyes 500 m    |
| Szabó Gabriella    | 1986– (38 éves) | 2016, Rio de Janeiro | kajak-kenu | kajak kettes 500 m    |
| Szabó Gabriella    | 1986– (38 éves) | 2016, Rio de Janeiro | kajak-kenu | kajak négyes 500 m    |
| Szabó József       | 1969– (56 éves) | 1988, Szöul          | úszás      | 200 m mell            |
| Szalai Miklós      | 1946– (78 éves) | 1968, Mexikóváros    | labdarúgás |                       |
| Szarka Zoltán      | 1942–2016       | 1968, Mexikóváros    | labdarúgás |                       |
| Szász Emese        | 1982– (42 éves) | 2016, Rió de Janeiro | vívás      | párbajtőr egyéni      |
| Szécsi Zoltán      | 1977– (47 éves) | 2000, Sydney         | vízilabda  | férfi torna           |
| Szécsi Zoltán      | 1977– (47 éves) | 2004, Athén          | vízilabda  | férfi torna           |
| Szécsi Zoltán      | 1977– (47 éves) | 2008, Peking         | vízilabda  | férfi torna           |
| Székely Bulcsú     | 1976– (49 éves) | 2000, Sydney         | vízilabda  | férfi torna           |
| Székely Éva        | 1927–2020       | 1952, Helsinki       | úszás      | 200 m mell            |
| Szentmihályi Antal | 1939– (86 éves) | 1964, Tokió          | labdarúgás |                       |
| Szepesi Gusztáv    | 1939–1987       | 1964, Tokió          | labdarúgás |                       |
| Szilágyi Áron      | 1990– (35 éves) | 2012, London         | vívás      | kard egyéni           |
| Szilágyi Áron      | 1990– (35 éves) | 2016, Rio de Janeiro | vívás      | kard egyéni           |
| Szilágyi Áron      | 1990– (35 éves) | 2020, Tokió          | vívás      | kard egyéni           |
| Szilvásy Miklós    | 1925–1969       | 1952, Helsinki       | birkózás   | kötöttfogás váltósúly |
| Szittya Károly     | 1918–1963       | 1952, Helsinki       | vízilabda  |                       |
| Szívós István      | 1920–1992       | 1952, Helsinki       | vízilabda  |                       |
| Szívós István      | 1920–1992       | 1956, Melbourne      | vízilabda  |                       |
| ifj. Szívós István | 1948–2019       | 1976, Montreal       | vízilabda  |                       |
| Szondy István      | 1925–2017       | 1952, Helsinki       | öttusa     | csapat                |
| Szőke Katalin      | 1935–2017       | 1952, Helsinki       | úszás      | 100 m gyors           |
| Szőke Katalin      | 1935–2017       | 1952, Helsinki       | úszás      | 4 × 100 m gyors       |
| Szűcs Lajos        | 1943–2020       | 1968, Mexikóváros    | labdarúgás |                       |

## T
| Takács Károly      | 1910–1976       | 1948, London      | sportlövészet | gyorstüzelő pisztoly |
| Takács Károly      | 1910–1976       | 1952, Helsinki    | sportlövészet | gyorstüzelő pisztoly |
| Tarics Sándor      | 1913–2016       | 1936, Berlin      | vízilabda     |                      |
| Tass Olga          | 1929–2020       | 1956, Melbourne   | torna         | kéziszer csapat      |
| Tatai Tibor        | 1944– (80 éves) | 1968, Mexikóváros | kajak-kenu    | kenu egyes 1000 m    |
| Temes Judit        | 1930–2013       | 1952, Helsinki    | úszás         | 4 × 100 m gyors      |
| Tersztyánszky Ödön | 1890–1929       | 1928, Amszterdam  | vívás         | kard egyéni          |
| Tersztyánszky Ödön | 1890–1929       | 1928, Amszterdam  | vívás         | kard csapat          |
| Tordasi Ildikó     | 1951–2015       | 1976, Montreal    | vívás         | tőr egyéni           |
| Tóth Péter         | 1882–1967       | 1908, London      | vívás         | kard csapat          |
| Tóth Péter         | 1882–1967       | 1912, Stockholm   | vívás         | kard csapat          |
| Tótka Sándor       | 1994– (30 éves) | 2020, Tokió       | kajak-kenu    | kajak egyes 200 m    |
| Török Ferenc       | 1935– (89 éves) | 1964, Tokió       | öttusa        | egyéni               |
| Török Ferenc       | 1935– (89 éves) | 1968, Mexikóváros | öttusa        | csapat               |
| Török Gyula        | 1938–2014       | 1960, Róma        | ökölvívás     | légsúly              |

## U, Ú
| Urányi János | 1924–1964 | 1956, Melbourne | kajak-kenu | kajak kettes 10 000 m |

## V
| Vajda Attila    | 1983– (42 éves) | 2008, Peking      | kajak-kenu    | kenu egyes 1000 m   |
| Varga Dániel    | 1983– (41 éves) | 2008, Peking      | vízilabda     | férfi torna         |
| Varga Dénes     | 1987– (38 éves) | 2008, Peking      | vízilabda     | férfi torna         |
| Varga János     | 1939–2022       | 1968, Mexikóváros | birkózás      | kötöttfogás légsúly |
| Varga Károly    | 1955– (69 éves) | 1980, Moszkva     | sportlövészet | kisöbűpuska fekvő   |
| Varga Tamás     | 1975– (49 éves) | 2004, Athén       | vízilabda     | férfi torna         |
| Varga Tamás     | 1975– (49 éves) | 2008, Peking      | vízilabda     | férfi torna         |
| Varga Zoltán    | 1945–2010       | 1964, Tokió       | labdarúgás    |                     |
| Varga Zsolt     | 1972– (53 éves) | 2000, Sydney      | vízilabda     | férfi torna         |
| Vári Attila     | 1976– (49 éves) | 2000, Sydney      | vízilabda     | férfi torna         |
| Vári Attila     | 1976– (49 éves) | 2004, Athén       | vízilabda     | férfi torna         |
| Vaskuti István  | 1955– (69 éves) | 1980, Moszkva     | kajak-kenu    | kenu kettes 500 m   |
| Vereckei Ákos   | 1977– (47 éves) | 2000, Sydney      | kajak-kenu    | kajak négyes 1000 m |
| Vereckei Ákos   | 1977– (47 éves) | 2004, Athén       | kajak-kenu    | kajak négyes 1000 m |
| Vértesy József  | 1901–1983       | 1932, Los Angeles | vízilabda     |                     |
| Vízvári György  | 1928–2004       | 1952, Helsinki    | vízilabda     |                     |
| Vörös Zsuzsanna | 1977– (48 éves) | 2004, Athén       | öttusa        | egyéni              |

## W
| Weisz Richárd | 1879–1975       | 1908, London    | birkózás | kötöttfogás nehézsúly |
| Werkner Lajos | 1883–1943       | 1908, London    | vívás    | kard csapat           |
| Werkner Lajos | 1883–1943       | 1912, Stockholm | vívás    | kard csapat           |
| Wladár Sándor | 1963– (61 éves) | 1980, Moszkva   | úszás    | 200 m hát             |

## Z
| Zádor Ervin     | 1934–2012 | 1956, Melbourne | vízilabda  |                     |
| Zakariás József | 1924–1971 | 1952, Helsinki  | labdarúgás |                     |
| Zombori Ödön    | 1906–1989 | 1936, Berlin    | birkózás   | szabadfogás légsúly |

## Zs
| Zsivótzky Gyula | 1937–2007 | 1968, Mexikóváros | atlétika | kalapácsvetés |

## Legfiatalabb és legidősebb élő magyar olimpiai bajnokok

### 30 évnél fiatalabb magyar olimpiai bajnokok
| Név                | Születési idő (életkor)        |
| ------------------ | ------------------------------ |
| Márton Viviana     | 2006. február 16. (19 éves)    |
| Kós Hubert         | 2003. március 28. (22 éves)    |
| Gulyás Michelle    | 2000. október 24. (24 éves)    |
| Milák Kristóf      | 2000. február 20. (25 éves)    |
| Andrásfi Tibor     | 1999. december 10. (25 éves)   |
| Koch Máté          | 1999. szeptember 17. (25 éves) |
| Nagy Dávid         | 1999. július 14. (25 éves)     |
| Liu Shaoang        | 1998. március 13. (27 éves)    |
| Siklósi Gergely    | 1997. szeptember 4. (27 éves)  |
| Kopasz Bálint      | 1997. június 20. (27 éves)     |
| Rasovszky Kristóf  | 1997. március 27. (28 éves)    |
| Liu Shaolin Sándor | 1995. november 20. (29 éves)   |

### 85 évnél idősebb magyar olimpiai bajnokok
| Név                | Születési idő (életkor)       |
| ------------------ | ----------------------------- |
| Benedek Gábor      | 1927. március 23. (98 éves)   |
| Bárány Árpád       | 1931. június 24. (93 éves)    |
| Magay Dániel       | 1932. április 6. (93 éves)    |
| Juhász Katalin     | 1932. november 24. (92 éves)  |
| Gyenge Valéria     | 1933. április 3. (92 éves)    |
| Hámori Jenő        | 1933. augusztus 27. (91 éves) |
| B. Nagy Pál        | 1935. május 2. (90 éves)      |
| Török Ferenc       | 1935. augusztus 3. (89 éves)  |
| Pézsa Tibor        | 1935. november 15. (89 éves)  |
| Kertész Alíz       | 1935. november 17. (89 éves)  |
| Dömölky Lídia      | 1936. március 9. (89 éves)    |
| Németh Ferenc      | 1936. április 4. (89 éves)    |
| Rejtő Ildikó       | 1937. május 11. (88 éves)     |
| Gelei József       | 1938. június 29. (86 éves)    |
| Balczó András      | 1938. augusztus 16. (86 éves) |
| Szentmihályi Antal | 1939. június 13. (86 éves)    |